# إيريك إسترادا
إيريك إسترادا (بالإنجليزية: Erik Estrada)‏ هو ممثل أمريكي، ولد في 16 مارس 1949 بنيويورك في الولايات المتحدة.

## وصلات خارجية
- إيريك إسترادا على موقع IMDb (الإنجليزية)
- إيريك إسترادا على موقع أول موفي (الإنجليزية)
- إيريك إسترادا على موقع إن إن دي بي (الإنجليزية)
- إيريك إسترادا على موقع قاعدة بيانات الفيلم (الإنجليزية)